# Homopus
Genre
Synonymes
- Chersobius Fitzinger, 1835
- Pseudomopus Hewitt, 1931

Homopus est un genre de tortues de la famille des Testudinidae.

## Répartition
Les cinq espèces de ce genre se rencontrent en Afrique du Sud et en Namibie.
Elle ne vivent à l'état naturel qu'en réserve. De plus, elles sont très rares en captivité.

## Description
Le genre regroupe des petites espèces à carapace relativement aplaties. La taille de leur carapace est comprise de 10 à 17 centimètres. Les mâles sont plus petits que les femelles. Toutes ces espèces sont mal connues. Aucun travail scientifique n'a été mené pour connaitre les effectifs réels.
Les Homopus sont menacés par les accidents d'auto, le changement de climat, le surpâturage, les prélèvements sauvages pour en faire des NAC.

## Liste des espèces
Selon TFTSG (26 juin 2011) :
- Homopus areolatus (Thunberg 1787) — Homopode aréolé
- Homopus boulengeri Duerden 1906 — Homopode de Boulenger
- Homopus femoralis Boulenger, 1888 — Homopode à éperon ou homopode éperonné
- Homopus signatus (Gmelin, 1789) — Homopode marqué
- Homopus solus Branch, 2007 — Homopode de Namibie

et l'espèce fossile :
- Homopus fenestratus Cooper & Broadley, 1990

## Taxinomie
Le nom scientifique de ces tortues, après plusieurs approximations, s'est fixé au début du XXe siècle pour les quatre espèces sud-africaines. L'espèce namibienne Homopus solus a longtemps été nommée par erreur Homopus bergeri qui est un synonyme de Psammobates tentorius verroxii.

## Étymologie
Le terme Homopus dérive du fait que les quatre pattes de deux des cinq espèces sont munies de quatre griffes. Les autres espèces disposent de cinq griffes sur les pattes de devant. 

## Publication originale
- Duméril & Bibron, 1834 : Erpétologie Générale ou Histoire Naturelle Complète des Reptiles. Paris, Roret, vol. 1, p. 1–439 (texte intégral).